# Joseph Hill (lexicographe)
Joseph Hill (octobre 1625, 5 novembre 1707) était un universitaire et un pasteur anglais non-conformiste, ayant essentiellement exercé aux Pays-Bas après 1662. Il est connu comme lexicographe.

## Biographie
Il est né à Bramley, près de Leeds, dans le Yorkshire, en octobre 1625. Son père, Joshua Hill (mort en 1636), officia successivement à Walmesley Chapel, dans le Lancashire, et Bramley Chapel, un Non-conformiste sur l'usage du surplis. Joseph Hill fut admis au St. John’s College, Cambridge, en 1644, obtient un diplôme de Bachelor of Arts inhabituellement jeune, fut élu fellow du Magdalene College, Cambridge, et commença un diplôme de Master of Arts en 1649. Il fut tutor, proctor senior en 1658
Lorsqu'il refusa de se conformer à l'Acte d'Uniformité de 1662, il perdit sa place. Il se rendit à Londres et prêcha un temps à Allhallows Barking. Il voyagea à l'étranger en 1663, et intégra l'Université de Leyde comme étudiant le 29 mars 1654. Il fut élu le 19 juin 1667 comme pasteur de l'église écossaise à Middelbourg, en Zélande. À partir de 1668, il reçoit un traitement versé par les Provinces Unies. La Troisième guerre anglo-néerlandaise de 1672-1674 fit de lui une figure politique. Il écrivit en novembre 1672 un pamphlet politique, qu'il eut quelque difficulté à faire imprimer. En avril 1673, il est publié à compte d'auteur en néerlandais à Amsterdam, et en anglais ; il prit fait et cause pour l'alliance anglaise et lava Charles II de tout soupçon de papisme. Le 19 aout 1673, il reçut l'ordre de quitter la Zeeland, par une résolution des Provinces unies, avec la permission de revenir à la fin de la guerre. À Londres, il rencontra Charles, qui le remercia de son pamphlet en lui offrant une sinécure, et lui proposa un évêché s'il acceptait l'Act of Uniformity. Le 13 janvier 1678, il devint un ministre de l'église presbytérienne anglaise sur le Haringsvliet, à Rotterdam, et occupa cette fonction jusqu'à sa mort le 5 novembre 1707.

## Œuvres
Son œuvre principale est la continuation du Lexicon manuale Graeco-Latinum de Schrevelius, qu'il édita en 1663, ajoutant huit mille mots. La partie latin-grec était éditée par J. Hutchinson. Il écrivit aussi les Antiquities of Temples en 1696, et les Artificial Churches en 1698 ; un sermon sur la Moderation  en 1677 ; et l'oraison funèbre de Mary Reeve en 1685.